# From the Depths of Darkness
From the Depths of Darkness è un album compilation del progetto musicale one-man band Burzum, pubblicato il 6 dicembre 2011 dalla Byelobog Productions. Consiste di brani ri-registrati ex novo tratti dai primi due album: Burzum (1992) e Det som engang var (1993), insieme a tre tracce nuove inedite.

## Tracce
1. The Coming (Introduction) - 0.25 (inedito)
2. Feeble Screams from Forests Unknown - 7:48
3. Sassu Wunnu (Introduction) - 0:44 (inedito)
4. Ea, Lord of the Depths - 5:23
5. Spell of Destruction - 6:47
6. A Lost Forgotten Sad Spirit - 11:30
7. My Journey to the Stars - 7:51
8. Call of the Siren (Introduction) - 2:00 (inedito)
9. Key to the Gate - 5:14
10. Turn the Sign of the Microcosm (Snu Mikrokosmos' Tegn) - 9:50
11. Channeling the Power of Minds into a New God - 4:56

## Formazione
- Varg Vikernes – voce, chitarra, sintetizzatore, batteria, basso
- Pytten – ingegnere del suono
- Davide Bertolini – produttore
- Naweed Ahmed – masterizzazione audio
- Dan Capp - copertina